# Calanthemis thomensis
Calanthemis thomensis är en skalbaggsart som beskrevs av Aurivillius 1910. Calanthemis thomensis ingår i släktet Calanthemis och familjen långhorningar.
Artens utbredningsområde är São Tomé. Inga underarter finns listade.